# 안성면
안성면(安城面)은 대한민국 전북특별자치도 무주군의 면이다. 면적은 97.27km2(군의 15.5%)이며, 인구는 2,210세대, 4,936명이다.

## 개요
안성면은 덕유산 자락의 명천계곡, 칠연폭포 등 천혜의 수려한 자연 환경이 잘 보존된 고장이다. 특산품으로 안성면에서 생산되는 천마는 전국 생산량의 60%를 차지하는 특산물이다.

## 역사
- 조선시대 전라도 금산군에 속하였다.
- 1674년 전라도 무주도호부 일안면(一安面)·이안면(二安面)
- 1895년 음력 윤5월 1일 남원부 무주군[3]
- 1896년 8월 4일 전북특별자치도 무주군[4]
- 1914년 4월 1일 일안면·이안면 등을 전라북도 무주군 안성면으로 통합하였다.[5] (8리)

| 조선총독부령 제111호 |                                              |
| 구 행정구역          | 신 행정구역                                  |
| 무주군 일안면        | 무주군 안성면 공정리, 죽천리, 공진리         |
| 무주군 이안면        | 무주군 안성면 사전리, 금평리, 덕산리, 장기리 |
| 무주군 유가면 일부   | 무주군 안성면 진도리                         |

## 법정리
- 장기리
- 공진리
- 죽천리
- 공정리
- 덕산리
- 금평리
- 사전리
- 진도리

## 교육
| 학교명       | 소재지                         | 비고        |
| ------------ | ------------------------------ | ----------- |
| 안성초등학교 | 안성면 칠연로 58 (장기리)      |             |
| 금사초등학교 | 안성면 덕유산로 984-8 (금평리) | 1997년 폐교 |
| 공정초등학교 | 안성면 칠연로 338 (공정리)     | 1997년 폐교 |
| 덕화초등학교 | 안성면 덕산로 112-7 (덕산리)   | 2003년 폐교 |
| 공진초등학교 | 안성면 장무로 1559-11 (공진리) | 2007년 폐교 |
| 안성중학교   | 안성면 구량천로 149 (사전리)   |             |
| 안성고등학교 | 안성면 구량천로 147 (사전리)   |             |

## 관광
- 통안계곡
- 덕곡계곡
- 명천계곡
- 칠연폭포
- 용추폭포
- 칠연의총
- 원통사지